# Ichthyodes dunni
Ichthyodes dunni là một loài bọ cánh cứng trong họ Cerambycidae.